# Sorin Vlaicu
Sorin Vlaicu (Érsemjén, 1965. május 3. –) román válogatott labdarúgó.

## Mérkőzései a román válogatottban
| #  | Dátum               | Ellenfél      | Eredmény | Kiírás              | Esemény |
| -- | ------------------- | ------------- | -------- | ------------------- | ------- |
| 1. | 1991. április 17.   | Spanyolország | 2 – 0    | barátságos mérkőzés | 61'     |
| 2. | 1991. május 23.     | Norvégia      | 0 – 1    | barátságos mérkőzés |         |
| 3. | 1991. augusztus 18. | USA           | 0 – 2    | barátságos mérkőzés |         |
| 4. | 1992. április 8.    | Lettország    | 2 – 0    | barátságos mérkőzés |         |

## Sikerei, díjai
- FC Politehnica Timișoara:
  - Román labdarúgó-bajnokság (másodosztály) bajnok: 1988-89
- FK Crvena zvezda:
  - Jugoszláv labdarúgó-bajnokság ezüstérmes: 1992-93
- CSP UM Timișoara:
  - Román labdarúgó-bajnokság (másodosztály) bajnok: 2000-2001